# راس القرية (حبيش)

تعديل مصدري - تعديل

راس القرية محلة تابعة لقرية محضاي، التابعة لعزلة الصدر بمديرية حبيش إحدى مديريات محافظة إب في الجمهورية اليمنية، بلغ تعداد سكانها 166 حسب تعداد اليمن لعام 2004.